# Бритвихин, Анатолий Николаевич

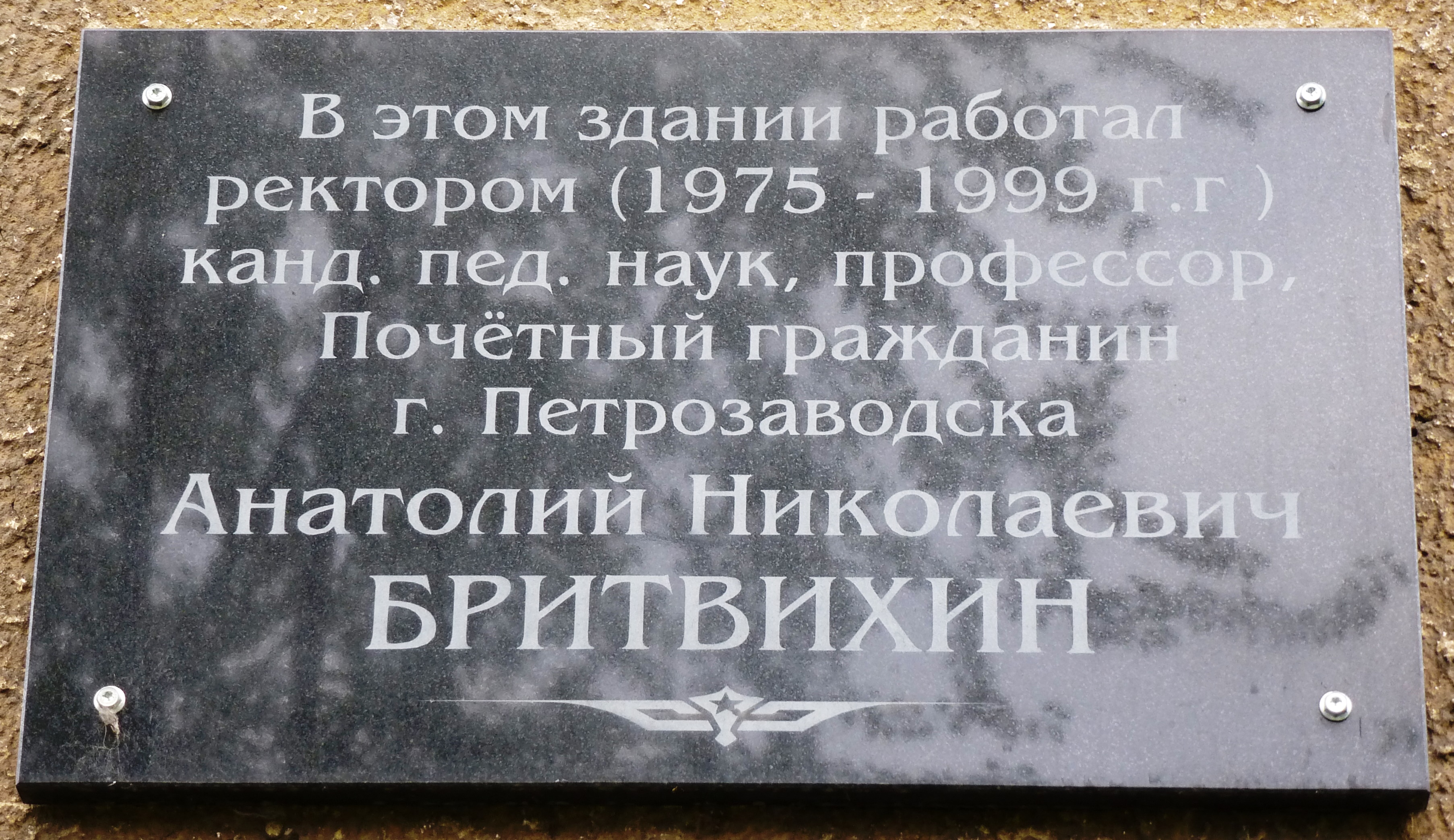
Мемориальная доска на здании института по ул. Пушкинской, 17

Анатолий Николаевич Бритви́хин (10 мая 1929, деревня Ольсеево, Каргопольский район, Архангельская область — 24 сентября 2005, Петрозаводск) — учёный-педагог, заслуженный учитель школы Карельской АССР (1960), заслуженный учитель школы РСФСР (1990), ректор Карельского государственного педагогического института (1975—1999), Почётный работник высшего профессионального образования Российской Федерации (1999), Почётный гражданин Петрозаводска (1998).

## Биография
Родился в крестьянской семье.
После окончания в 1946 году Каргопольской средней школы № 2 учился в Карело-Финском учительском институте в Петрозаводске.
В 1948—1952 годах — учитель истории, директор семилетней школы в деревне Святнаволок Кондопожского района Карело-Финской ССР.
После окончания в 1952 году заочного отделения исторического факультета Ленинградского педагогического института, в 1952—1961 годах — директор школы в посёлке Харлу Питкярантского района Карельской АССР.
В 1961—1966 годах работал директором школы-интерната № 2 в Сортавале.
С 1966 года работал в Карельском государственном педагогическом институте, ассистентом кафедры педагогики, старшим преподавателем, заведующим кафедрой педагогики (1970—1973), проректором по учебной работе (1973—1975). В 1972 защитил в АПН СССР кандидатскую диссертацию на тему «Нравственное воспитание школьников (V—VII классы)», присвоена учёная степень кандидата педагогических наук.
В 1975—1999 годах — ректор Карельского государственного педагогического института.
В 1988 году был утверждён в учёном звании профессора кафедры педагогики. Возглавлял Карельское отделение Всесоюзного общества «Знание».

## Научные работы
Автор более 60 научных работ. Некоторые из них:
- Социально-педагогические и психологические вопросы повышения квалификации педагогических кадров. — Л.; М., 1984
- Профессиональная ориентация школьников на педагогическую профессию. — Л., 1985
- Учебно-научно-педагогический центр как система подготовки педагогических кадров. — Петрозаводск, 1996

## Награды и звания
- Орден Дружбы (1999)[2];
- Почётный гражданин Петрозаводска[3].